# Holger Julius Frederik Knud Lavard Josef Rosenkrantz
Holger Julius Frederik Knud Lavard Josef lensbaron Rosenkrantz (9. december 1902 på Rosenholm – 26. oktober 1975 i Hornslet) var en dansk lensbaron, malteserridder og besidder af Rosenholm Slot. Han var næstældste søn af lensbaron Hans Carl Oluf Rosenkrantz og lensbaronesse Christiane (f. komtesse Wedell-Wedellsborg). 
Holger Rosenkrantz overtog Rosenholm ved faderens død, da hans ældre broder Jørgen grundet sygdom ikke ønskede at føre slægtsbesiddelsen videre. Grundet komplicerede arveforhold efter lensafløsningen samt de dårlige økonomiske konjunkturer i 1930'erne generelt, viste det sig dog hurtigt, at Holger ikke kunne holde bevare den gamle slægtsgård samlet. Avlsgården, godset og skovene omkring Rosenholm blev afhændet. Holgers moder Christiane valgte dog at støtte sin søn økonomisk, så selve slottet med parken kunne forblive i slægtens eje. Holger Rosenkrantz blev nu leder af en turistvirksomhed, hvor han ofte selv var rundviser for de mange turister, som besøgte hans herregård i sommermånederne. 
Holger Rosenkrantz var 23. oktober 1937 blevet gift med den svenske Carin Ljunglöf, der efter Holgers død i 1975 videreførte driften af slottet. 